# Tessa Lark
Tessa Lark, née à Richmond (Kentucky), est une violoniste de concert américaine.

## Biographie

### Formation
Lark naît et grandit à Richmond, Kentucky . Elle commence l'apprentissage du violon à l'âge de six ans grâce à la méthode Suzuki. Elle commence à se produire et à enregistrer avec le groupe Gospel Bluegrass de son père, Narrow Road. Elle fait ses débuts de concerto à l'âge de seize ans en jouant le Concerto pour violon no 3 de Mozart en sol majeur avec l'Orchestre symphonique de Cincinnati. Lark est acceptée au Cincinnati College-Conservatory of Music's Starling Preparatory Strings Project où elle étudie en privé avec Kurt Sassmannshaus. À 16 ans, Lark est admise au Conservatoire de musique de la Nouvelle-Angleterre, où elle obtient son baccalauréat et sa maîtrise, avec Miriam Fried et Lucy Chapman. Lark étudie également à la Juilliard School dans le programme de diplôme d'artiste jusqu'à la fin en 2017, avec Sylvia Rosenberg, Ida Kavafian et Daniel Phillips.

### Carrière

#### Soliste
Lark est soliste vedette avec des orchestres américains, dont le Buffalo et le Binghamton Philharmonics ; les orchestres symphoniques de Cincinnati, Albany, Indianapolis, Longwood, New Haven, Hawaii, Santa Fe, Cheyenne, Santa Cruz et Peninsula ; l'Orchestre de Louisville ; CityMusic Cleveland ; les orchestres dechambre du New Juilliard Ensemble ; et internationalement avec le Chinese Opera and Ballet Symphony. En 2016, Lark charge le compositeur Michael Thurber de lui écrire le concerto pour violon Love Letter, qui est créé par le Carmel Symphony Orchestra en février 2018,. Toujours en 2016, elle charge Michael Torke dans le cadre du récital Distinctive Debuts au Carnegie Hall d'écrire Spoon Bread, une sonate pour violon et piano. Elle la crée en 2017 au Weill Hall avec le pianiste Roman Rabinovich (en). En 2018, Torke écrit le concerto pour violon Sky pour Lark, qu'elle crée avec l'Orchestre symphonique d'Albany en janvier 2019. Elle est nommée pour un Grammy Award 2020 dans la catégorie « Meilleur solo d'instrument classique » pour l'enregistrement.
En 2017, Lark donne un récital solo au Weill Recital Hall de Carnegie Hall dans le cadre de la série Distinctive Debuts de Carnegie. Lark donne également des récitals au Concertgebouw d'Amsterdam, au Musée Isabella-Stewart-Gardner de Boston, au Perlman Music Program, aux San Francisco Performances, aux Dame Myra Hess Memorial Concerts, à la série Bennett-Gordon Classics de Ravinia, aux Troy Chromatic Concerts, à Chamber Music Tulsa, Les concerts du mercredi matin de Caramoor, la Seattle Chamber Music Society, la Phillips Collection à Washington, DC et le festival de musique de Marlboro.

#### Musique de chambre
Lark tourne avec des musiciens du Steans Music Institute de Ravinia et avec des musiciens de Marlboro. Elle se produit à la Seattle Chamber Music Society et son trio avec piano, Namirovsky-Lark-Pae, remporte le Fischoff National Chamber Music Competition 2012. Elle est également membre des Caramoor Virtuosi. 

#### Musique folk américaine
En 2014, elle apparaît sur l'album MOC4 de Mark O'Connor .

## Récompenses et nominations
En 2014, Lark reçoit une bourse de carrière du Leonore Annenberg Fellowship Fund for the Performing and Visual Arts, puis en 2016, une bourse de carrière Avery Fisher. En 2018, elle reçoit une bourse Borletti-Buitoni Trust. Elle est médaillée d'argent au 9e Concours international quadriennal de violon d'Indianapolis (en) (IVCI), et lauréate du Concours international de violon de Naumburg en 2012.

## Créations
- 2018 : Love Letter, Concerto pour violon de Michael Thurber (en)
- 2019 : Sky, Concerto pour violon de Michael Torke

## Discographie
- MOC4 : O'Connor method – Mark O'Connor, violon ; avec Tessa Lark, Angella Ahn, Sara Caswell, Brad Phillips, Kelly Hall-Tompkins et Jeremy Kittel, violons (4 janvier/20 mars 2014, Mark O'Connor Musik International) (OCLC 876690421)
- Fantasy : Telemann (Fantasies nos 1, 4 et 5), Schubert (Fantasie, D934), Kreisler, Ravel (Tzigane), Tessa Lark (Appalacian fantasy) – Tessa Lark , violon et Amy Yang, piano (8-10 avril 2016, First Hand Records) (OCLC 1128185084)
- Torke, Spoon bread : Cornmeal ; Milk ; Eggs – Tessa Lark, violon ; Roman Rabinovich (en), piano (2018, Ecstatic Records) (OCLC 1085543893)
- Invention : Bach – Tessa Lark, violon et Michael Thurber (en), contrebasse (2019)
- Torke, Sky : concerto pour violon (5-6 janvier 2019, Adjustable Music) (OCLC 1119628633) — Concerto créé par et dédié à Tessa Lark.
- Torke, Sky – Tessa Lark, violon ; Orchestre symphonique d'Albany (en), dir. David Alan Miller (en) (6 mars 2016/7 janvier 2019, Albany Records) (OCLC 1121277963) — avec West : concerto pour basson (Peter Kolkay, basson) ; South : concerto pour hautbois (Ryan Roberts, hautbois) ; East : concerto pour clarinette (Weixiong Wang, clarinette).